# Агеев, Виктор Николаевич
Ви́ктор Никола́евич Аге́ев (род. 17 мая 1959, Литиж, Брянская область) — Глава муниципального образования городской округ Симферополь Республики Крым — председатель Симферопольского городского совета.

## Биография
В 1981 году окончил Харьковский институт механизации и электрификации сельского хозяйства по специальности «электрификация сельского хозяйства».
В 2005 году окончил Харьковский региональный институт государственного управления Национальной академии государственного управления при Президенте Украины по специальности «государственное управление», получил квалификацию магистра государственного управления.
Трудовую деятельность Виктор Николаевич начал в 1981 году инженером-электриком совхоза им. Гагарина в Харьковской области. С 1983 года по 1984 год работал инженером Экспериментального тепличного комбината «Симферопольский», г. Симферополь.
С 1985 года по 1987 год проходил службу в Вооруженных Силах СССР. После окончания службы 5 лет работал энергетиком Производственного объединения «Крымнерудпром».
С 1992 года по 2000 год работал на различных должностях в фирме «Консоль». Следующие два года занимал должность генерального директора ООО «Консоль ЛТД».
С декабря 2002 года по май 2006 года был заместителем Председателя правления Корпорации «Укрросбуд».
В 2002 году был избран депутатом Верховного Совета АРК по мажоритарному округу. В этом же году Виктор Николаевич получил звание Заслуженного строителя Автономной Республики Крым. Через четыре года, в 2006 году, вновь стал депутатом Верховного Совета АРК.
С мая 2006 года был председателем Постоянной комиссии Верховной Рады Автономной Республики Крым по промышленности, строительству, транспорту, связи и топливно-энергетическому комплексу. В 2007 году Виктор Николаевич получил звание Заслуженного строителя Украины.
11 ноября 2010 года Виктор Николаевич Агеев торжественно вступил в должность симферопольского городского головы.
29 сентября 2014 года избран главой муниципального образования городской округ Симферополь Республики Крым — председателем симферопольского городского совета

## Семья
Женат, имеет четырёх детей. Супруга Наталья является дочерью Валерия Ермака, который руководил Симферополем на протяжении шестнадцати лет (1990—2006).

## Награды
- Заслуженный строитель Автономной Республики Крым (2002).
- Заслуженный строитель Украины (2007).
- Медаль «За доблестный труд» (Республика Крым, 29 октября 2015 года) — за весомый вклад в укрепление единства, социально-экономическое и культурное развитие Республики Крым, многолетний добросовестный труд, высокий профессионализм, активную жизненную позицию и в связи с Днём народного единства[3]
- Орден святого благоверного Киевского князя Ярослава Мудрого (2019)[4]
- Орден «За верность долгу» (Республика Крым, 2019)[5]